# 한만정
한만정(1962년~ )는 대한민국의 야구 해설자이다. SBS 스포츠에서 먼저 해설을 시작하였고, 현재의 MBC 스포츠+로 이직하여 몇년간 KBO 리그 해설을 담당하다가 2012년부터 리틀 야구 및 고교 야구 , 아마추어 야구 해설자로만 활동하게 된다.